# Domenico Scarlatti
Giuseppe Domenico Scarlatti (Nápoles, 26 de outubro de 1685 — Madrid, 23 de julho de 1757) foi um compositor italiano.
Filho do também músico e compositor Alessandro Scarlatti, suas maiores contribuições para a música foram suas sonatas para teclado em um único movimento, em que empreendeu abordagens harmônicas bastante inovadoras, apesar de ter composto também obras para orquestra e voz. Embora tenha vivido no período que corresponde ao auge da música barroca europeia, as suas composições têm estilo mais próximo daquele do início do período clássico.

## Vida e carreira

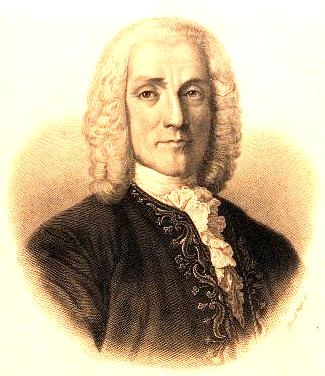

Domenico Scarlatti nasceu no mesmo ano em que nasceram dois outros grandes mestres do barroco, Johann Sebastian Bach e Georg Friedrich Händel. Foi o sexto de dez filhos e o irmão mais novo de Pietro Filippo Scarlatti, também músico. O mais provável é que tenha recebido as primeiras lições de música com seu pai. Outros compositores que também podem ter sido seus professores foram: Gaetano Greco, Francesco Gasparini e Bernardo Pasquini, que parecem ter influenciado seu estilo musical.
Scarlatti se tornou compositor e organista na capela real de Nápoles em 1701. Em 1704, ele revisou a ópera Irene de Carlo Francesco Pollarolo para ser apresentada em Nápoles. Pouco depois seu pai o mandou para Veneza. Não existem registros a seu respeito nos próximos quatro anos. Em 1709, ele foi a Roma a serviço da rainha polonesa, então no exílio, Marie Casimire, onde ele encontrou Thomas Roseingrave que liderou em Londres uma entusiástica recepção às sonatas do compositor. Já um cravista renomado, há uma história de que numa competição com Georg Friedrich Händel, no palácio do cardeal Ottoboni, em Roma, ele talvez tenha sido julgado superior a Händel naquele instrumento, embora inferior com relação ao órgão. Mais tarde, Scarlatti ficou conhecido pela veneração com que se referia às habilidades de Händel.
Também, enquanto em Roma, Scarlatti compôs várias óperas para o teatro particular da Rainha Casimire. Ele foi maestro di cappella em São Pedro, de 1715 a 1719 e, neste último ano, foi a Londres para dirigir sua ópera Narciso no King's Theatre.
Em 1720, ou 1721, Scarlatti foi a Lisboa, onde ensinou música à princesa portuguesa Maria Magdalena Bárbara (Bárbara de Bragança). Esteve novamente em Nápoles em 1725. Durante uma visita a Roma, em 1728, casou-se com Maria Caterina Gentili. Em 1729, fixou-se em Sevilha onde permaneceu quatro anos. Ali veio a conhecer o flamenco. Em 1733, foi a Madrid para assumir o cargo de maestro de música da princesa Maria Bárbara, que se casara com o Príncipe Herdeiro de Espanha, Fernando. D. Bárbara tornou-se rainha da Espanha e ele permaneceu no país por cerca de vinte e cinco anos, tendo, ali, sido pai de cinco filhos. Depois da morte de sua esposa, em 1742, desposou uma espanhola, Anastasia Maxarti Ximenes. Durante o período que permaneceu na Espanha, Scarlatti compôs mais de quinhentas sonatas para teclado e é por esses trabalhos que ele hoje é lembrado.
Scarlatti foi amigo do cantor castrato Farinelli, um napolitano que estava sendo patrocinado pela casa real, em Madrid. O musicólogo Ralph Kirkpatrick reconhece que a correspondência de Scarlatti com Farinelli fornece "a informação mais direta sobre [o compositor] que foi deixada para os nossos dias".
Domenico Scarlatti faleceu em Madrid, com 71 anos. Sua casa na Calle Leganitos é identificada com uma placa histórica e seus descendentes ainda vivem naquela cidade.

## Música
Apenas uma fração das composições de Scarlatti foi publicada durante sua vida. Parece que o próprio Scarlatti supervisionou a publicação, em 1738, de sua coleção mais famosa, um livro de 30 Esercizi ("Exercícios") que foram aclamados em toda a Europa com o apoio irrestrito do mais proeminente escritor sobre música do século XVIII, o Dr. Charles Burney.
As muitas sonatas não publicadas durante a vida de Scarlatti foram impressas de forma irregular ao longo dos dois séculos e meio seguintes. Apesar disso, Scarlatti atraiu a atenção de admiradores notáveis inclusive Chopin, Brahms, Bartók, Heinrich Schenker e Vladimir Horowitz. Particularmente a escola russa de piano tem sido apoiadora/divulgadora das sonatas.
Scarlatti compôs cerca de quinhentas sonatas para o teclado, geralmente de um único movimento, na forma binária. A moderna técnica do piano deve muito à sua influência. Algumas possuem uma audácia harmônica tanto no uso de dissonâncias ou aglomerados de acordes, no uso audacioso de modulações não convencionais e tonalidades remotas. Scarlatti também foi pioneiro no domínio do ritmo e da sintaxe musical: síncopes e ritmos cruzados são comuns em sua música.
Os seguintes são outros atributos do estilo de Scarlatti:
1. Clara influência da música folclórica ibérica. O uso do modo frígio e outras inflexões tonais por Scarlatti mais ou menos alheias à música européia são um óbvio sintoma disso, bem como sua utilização de grupos de acordes extremamente dissonantes ou outras técnicas que parecem imitar o violão. O uso maciço e, algumas vezes trágico, dos idiomas folclóricos é bastante raro, pelo menos até que a música compilada por Béla Bartók e seus contemporâneos tenha emprestado à música folclórica sua voz estridente;
2. A antecipação de muitos desenvolvimentos de estilo, forma e textura que levaram ao assim chamado 'estilo clássico';
3. Um recurso formal em que cada metade de uma sonata conduz a um ponto central o qual o especialista em Scarlatti Ralph Kirkpatrick chamou o ponto x e que, algumas vezes é sublinhado por uma pausa ou uma fermata. Antes do x, as sonatas de Scarlatti contêm suas principais variações temáticas e depois do x a música aumenta o uso de figuras repetitivas na medida em que modula a partir da tonalidade principal (na primeira metade) ou retorna à tonalidade principal (na segunda metade).

Entre as suas obras chave encontram-se: Sonata em Lá Maior K181, Salve Regina e Stabat Mater.

## Gravações
Muitos cravistas e pianistas têm gravado as sonatas de Scarlatti.
Scott Ross gravou as 555 sonatas em 34 CDs, A maioria no cravo, mas também acompanhando algumas que os especialistas sugeriram ser mais apropriadas se interpretadas como sonatas instrumentais e aquelas escritas para o órgão. O selo Naxos está gravando ao piano as sonatas para teclado, uma série de discos com a participação de vários artistas. O cravista holandês Pieter-Jan Belder também está trabalhando numa produção para o selo Brilliant Classics que envolve as 555 sonatas em ordem sequencial.
Outros cravistas que interpretaram Scarlatti foram Wanda Landowska, Gustav Leonhardt, Ralph Kirkpatrick e a cravista portuguesa Cremilde Rosado Fernandes. Kirkpatrick também foi um famoso especialista em Scarlatti que publicou sua própria edição das sonatas.
O Pianista Vladimir Horowitz fez várias gravações de diversas sonatas de Scarlatti. Entre elas se incluem: a sonata em Sol (K 146), a sonata em Lá (K39), a sonata em Mi (K 531), a sonata em Sol (K 455) e a sonata em Ré (K 149). Estas gravações foram realizadas com um piano Steinway moderno ao invés de serem utilizados instrumentos de época e estão sujeitas a muitos debates e discussões críticas.
Entre os famosos pianistas que gravaram Scarlatti estão:Vladimir Horowitz, Arturo Benedetti Michelangeli, Dinu Lipatti, Mikhail Pletnev, Clara Haskil, Murray Perahia, András Schiff, Christian Zacharias e Ivo Pogorelich. De grande importância histórica é também a gravação de algumas sonatas por Béla Bartók.
Os irmãos Assad, do Brasil, (Sergio e Odair), virtuoses do violão clássico, arranjaram e gravaram ao violão diversas sonatas de Scarlatti para teclado. Do mesmo país e instrumento, o violonista Fábio Zanon lançou pela Musical Heritage Society o disco intitulado "Domenico Scarlatti: Sonatas Arranged for the Guitar", onde apresenta transcrições de sonatas do compositor. O violonista Alvaro Henrique lançou, por selo independente, um álbum com arranjos de sonatas de Scarlatti para um raro instrumento de época, o violão barroco ateorbado.
Também no Brasil, a cravista Rosana Lanzelotti gravou em 1995 as sonatas K 56 e K 141, no seu disco "Opera Rara", onde executa composições pouco divulgadas de Scarlatti e Johann Sebastian Bach.
O cravista Roberto de Regina lançou em gravação independente um DVD todo com sonatas, às quais atribui nomes sugestivos para complementar a identificação pelos números de catálogo.

## Curiosidade
Scarlatti é um personagem secundário no famoso romance Memorial do Convento, do vencedor do Prêmio Nobel de Literatura, José Saramago.

## Literatura
- Ralph Kirkpatrick, Domenico Scarlatti. Princeton University Press, 1954. (ISBN 0-691-02708-0)